# Motocyklowe Grand Prix Imoli 1997
Motocyklowe Grand Prix Imoli 1997 – ósma eliminacja Motocyklowych Mistrzostw Świata, rozegrana 4 – 6 lipca na torze Autodromo Enzo e Dino Ferrari w Imoli.

## Wyniki 500 cm³[2]
| Legenda oznaczeń w tabelach wyników Wyświetl szablon na nowej stronie | Legenda oznaczeń w tabelach wyników Wyświetl szablon na nowej stronie                                                                     |
| Oznaczenie                                                            | Wyjaśnienie |
| --------------------------------------------------------------------- | --- |
| Złoty                                                                 | Zwycięzca lub mistrzostwo |
| Srebrny                                                               | 2. miejsce lub wicemistrzostwo |
| Brązowy                                                               | 3. miejsce lub II wicemistrzostwo |
| Zielony                                                               | Ukończył, punktował (w klasyfikacji generalnej, gdy zdobył co najmniej jeden punkt na przestrzeni sezonu, poza trzema powyższymi opcjami) |
| Niebieski                                                             | Ukończył, nie punktował (w klasyfikacji generalnej, gdy nie zdobył co najmniej jednego punktu na przestrzeni sezonu)                      |
| Czerwony                                                              | Nie zakwalifikował się (NZ) |
| Czerwony                                                              | Nie prekwalifikował się (NPK) |
| Różowy                                                                | Nie ukończył (NU) |
| Różowy                                                                | Niesklasyfikowany (NS) (w klasyfikacji generalnej, gdy nie został sklasyfikowany w żadnym wyścigu sezonu)                                 |
| Czarny                                                                | Zdyskwalifikowany (DK) |
| Czarny                                                                | Wykluczony (WYK/EX) |
| Biały                                                                 | Nie wystartował (NW) |
| Biały                                                                 | Kontuzjowany (K/INJ) |
| Biały                                                                 | Wyścig odwołany (OD/C) |
| Bez koloru                                                            | Został wycofany (WYC/WD) |
| Bez koloru                                                            | Nie przybył (NP/DNA) |
| Bez koloru                                                            | Nie brał udziału w treningach (NT/DNP) |
| Bez koloru                                                            | Nie został zgłoszony (–) |
| Pogrubienie                                                           | Start z pole position |
| Kursywa                                                               | Najszybsze okrążenie wyścigu |
| †                                                                     | Nie ukończył, ale jego rezultat został zaliczony ze względu na przejechanie więcej niż 90% dystansu wyścigu.                              |
| *                                                                     | Sezon w trakcie |
| 1/2/3                                                                 | Punktowana pozycja w sprincie kwalifikacyjnym                                                                                             |
| Lista systemów punktacji Formuły 1                                    | |

### Wyścig[3]
| Pozycja | Motocyklista        | Motocykl   | Okr. | Czas / Strata | Punkty |
| ------- | ------------------- | ---------- | ---- | ------------- | ------ |
| 1       | Michael Doohan      | Honda      | 25   | 45:58,995     | 25     |
| 2       | Nobuatsu Aoki       | Honda      | 25   | +8,646        | 20     |
| 3       | Takuma Aoki         | Honda      | 25   | +20,016       | 16     |
| 4       | Carlos Checa        | Honda      | 25   | +24,570       | 13     |
| 5       | Tadayuki Okada      | Honda      | 25   | +25,884       | 11     |
| 6       | Luca Cadalora       | Yamaha     | 25   | +26,080       | 10     |
| 7       | Norifumi Abe        | Yamaha     | 25   | +29,374       | 9      |
| 8       | Jean-Michel Bayle   | Modenas    | 25   | +40,881       | 8      |
| 9       | Alex Barros         | Honda      | 25   | +43,539       | 7      |
| 10      | Anthony Gobert      | Suzuki     | 25   | +1:01,383     | 6      |
| 11      | Sete Gibernau       | Yamaha     | 25   | +1:05,922     | 5      |
| 12      | Alberto Puig        | Honda      | 25   | +1:06,775     | 4      |
| 13      | Daryl Beattie       | Suzuki     | 25   | +1:13,074     | 3      |
| 14      | Jürgen Fuchs        | Elf 500    | 25   | +1:14,719     | 2      |
| 15      | Kirk McCarthy       | ROC Yamaha | 25   | +1:46,200     | 1      |
| 16      | Lucio Pedercini     | ROC Yamaha | 25   | +1:55,880     |        |
| 17      | Kenny Roberts Jr.   | Modenas    | 24   | +1 okr.       |        |
| 18      | Frederic Protat     | Honda      | 24   | +1 okr.       |        |
| 19      | Francesco Monaco    | Paton      | 24   | +1 okr.       |        |
| NS      | Jurgen vd Goorbergh | Honda      |      | wycofał się   |        |
| NS      | Bernard Garcia      | Honda      |      | wycofał się   |        |
| NS      | Laurent Naveau      | ROC Yamaha |      | wycofał się   |        |
| NS      | Doriano Romboni     | Aprilia    |      | wycofał się   |        |
| NS      | Juan Borja          | Elf 500    |      | wycofał się   |        |